# Henry Tandey

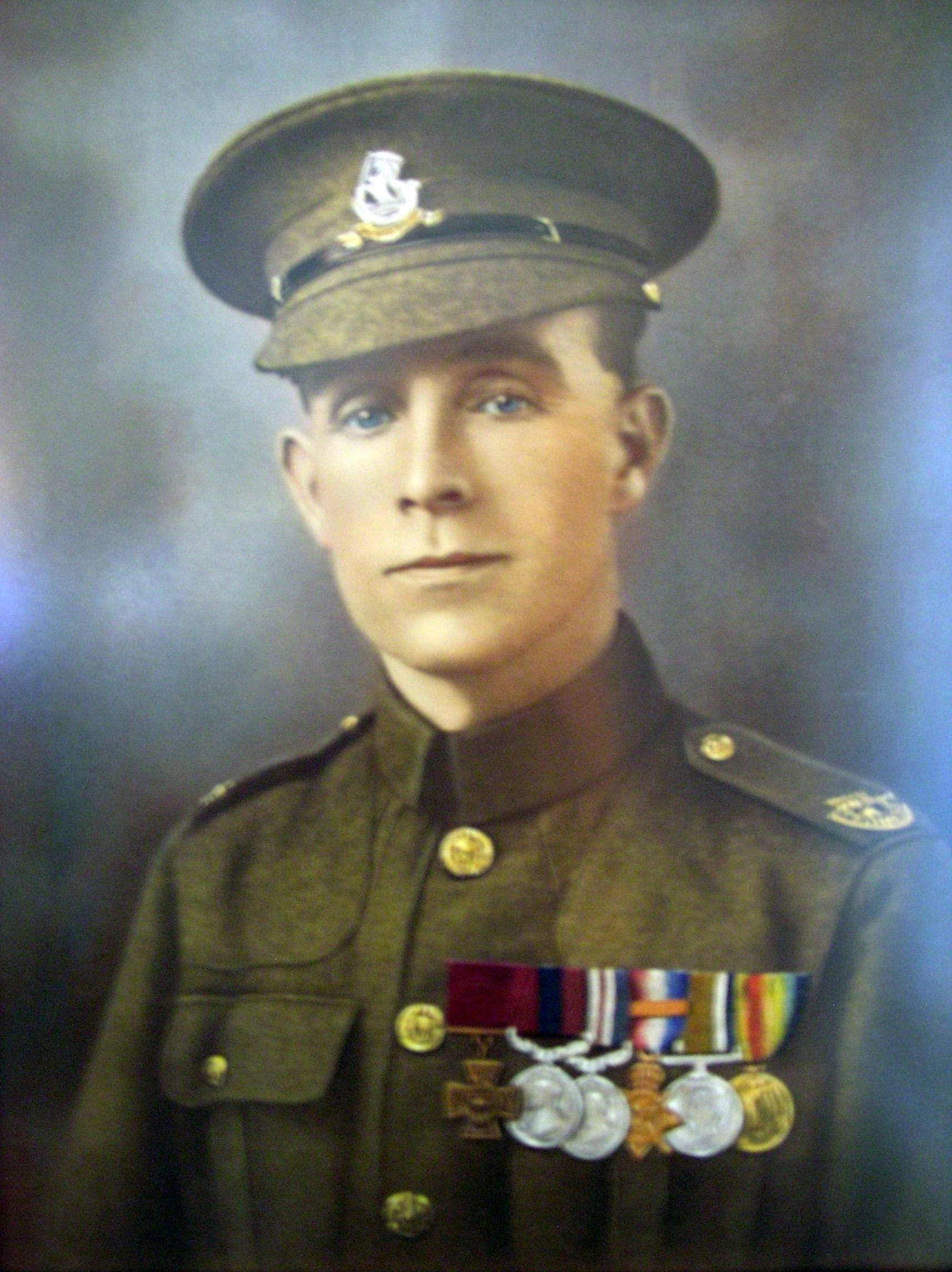
Henry Tandey

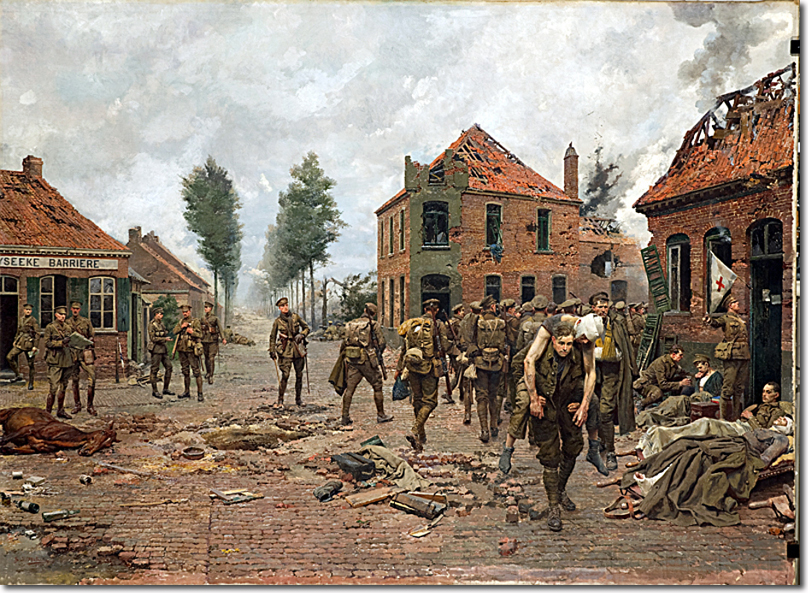
Henry Tandey niosący rannego kolegę na obrazie włoskiego malarza Fortunino Matanii, namalowanym na podstawie fotografii. Adolf Hitler który posiadał kopię tego obrazu, oglądając wcześniej fotografię stwierdził że żołnierzem który oszczędził mu życie w czasie I wojny światowej był Tandey

Henry Tandey (ur. 30 sierpnia 1891 w Leamington, zm. 20 grudnia 1977 w Coventry) – brytyjski żołnierz służący w Brytyjskim Korpusie Ekspedycyjnym podczas I wojny światowej, który miał oszczędzić życie ówczesnemu gefrajterowi armii niemieckiej Adolfowi Hitlerowi w 1918 roku. Ze względu na brak jednoznacznych dowodów historia budzi wątpliwości.

## Życiorys
Henry Tandey urodził się w rodzinie byłego żołnierza Jamesa Tandeya, ale część dzieciństwa spędził w sierocińcu. Pracował w hotelu w Leamington, dopóki nie zaciągnął się do pułku Green Howards w 1910 roku. Przed I wojną światową Tandey służył w Afryce Południowej i na wyspie Guernsey. Po wybuchu wojny Tandey przeszedł swój chrzest bojowy w I bitwie pod Ypres w 1914 roku. Dwa lata później został ranny w nogę w bitwie nad Sommą i trafił do szpitala wojskowego. W roku 1917 podczas bitwy pod Passendale został ponownie ranny. W 1918 roku wrócił do swojej jednostki we Francji, która następnie została rozwiązana i w lipcu przeniesiony został do pułku Duke of Wellington’s Regiment. Walcząc w nowym pułku, Tandey otrzymał kilka odznaczeń, w tym Medal Wybitnego Zachowania (DCM) w sierpniu pod Vaulx-Vraucourt, Medal Wojskowy (MM) pod Havrincourt na początku września i wreszcie Krzyż Wiktorii (VC) 28 września pod Marcoing. Dodatkowo za swoją odwagę i waleczność był pięciokrotnie wymieniony w sprawozdaniu przez brytyjskie dowództwo.
Po I wojnie światowej Henry Tandey służył w tym samym pułku w Egipcie, Turcji i Gibraltarze do 1926 roku, kiedy to został honorowo zwolniony z wojska w stopniu sierżanta, jako najwyżej odznaczony szeregowy żołnierz British Army I wojny światowej. W życiu cywilnym do emerytury pracował jako ochroniarz w fabryce samochodów. W jego rodzinnym mieście Leamington znajduje się ulica nazwana jego imieniem, Henry Tandey Court.

## Spotkanie z Hitlerem
28 września we francuskiej wsi Marcoing szeregowiec Henry Tandey poprowadził grupę żołnierzy do stanowiska niemieckiego karabinu maszynowego, które utrzymywało pułk pod ostrzałem. Udało mu się go zniszczyć, ale znalazł się w obliczu większych sił wroga. Tandey poprowadził swój oddział do walki w zwarciu, rozpraszając Niemców i zmuszając ich do odwrotu.
Według historii opowiedzianej w Wielkiej Brytanii w przededniu II wojny światowej Tandey natknął się na kulejącego niemieckiego gefrajtra, który zmęczony bitwą nie mógł nawet podnieść karabinu, gdy Niemcy się wycofywali. Gefrajter spojrzał z rezygnacją na Tandeya czekając aż strzeli, jednak Brytyjczyk opuścił swój karabin i zasygnalizował mężczyźnie, że może iść swoją drogą. Niemiec odszedł, kiwając głową w podziękowaniu. Zarówno Tandey, jak i niemiecki gefrajter wyryli to wydarzenie w swoich umysłach. „Wycelowałem w niego, ale nie mogłem zastrzelić rannego, więc puściłem go” – powiedział po latach Tandey. Zdjęcie Tandeya niosącego rannego brytyjskiego żołnierza trafiło do gazet i stał się sławnym bohaterem wojennym. Włoski malarz Fortunino Matania namalował obraz na podstawie fotografii.
Dwadzieścia lat później, w 1938 roku, premier Wielkiej Brytanii Neville Chamberlain przybył do rezydencji Hitlera Berghofu, aby zapobiec ekspansji terytorialnej nazistowskich Niemiec i uniknąć kolejnej wojny światowej. Podczas spotkania, Chamberlain zobaczył kopię obrazu Matanii a Hitler który wcześniej widział już fotografię z gazety, wskazał na postać Tandeya i powiedział „ten człowiek był tak bliski zabicia mnie, że myślałem, że już nigdy nie zobaczę Niemiec, opatrzność uchroniła mnie przed tak diabelsko celnym ogniem, jakim celowali w nas ci angielscy chłopcy”. Poprosił Chamberlaina o przekazanie Tandeyowi podziękowań i najlepszych życzeń. Chamberlain po powrocie do Wielkiej Brytanii miał przekazać pozdrowienia przez telefon.
Podczas bitwy o Anglię w 1940 roku Henry Tandey miał powiedzieć brytyjskiemu dziennikarzowi: „Gdybym tylko wiedział, kim się stanie. Kiedy zobaczyłem wszystkich mężczyzn, kobiety i dzieci, których zabił, żałowałem, że pozwoliłem mu odejść”.

## Wątpliwości
Niektórzy historycy mają wątpliwości co do spotkania Tandeya z Hitlerem, ponieważ brzmi to zbyt dobrze, aby mogło być prawdziwe, jednak ma w sobie niewątpliwy pierwiastek prawdy. Nikt przy zdrowych zmysłach nie wymyśliłby opowieści o ocaleniu życia tyranowi, który w tym czasie bombardował Anglię i masowo mordował ludzi w niemieckich obozach koncentracyjnych. Pułk Hitlera znajdował się we wrześniu 1918 roku w rejonie Marcoing, chociaż jego obecności nie można zweryfikować, gdyż wiele niemieckich akt z Wielkiej Wojny zaginęło podczas II wojny światowej z powodu alianckiego bombardowania Berlina, które spowodowało zniszczenie znacznej części archiwów państwowych. Tak więc dokumenty świadczące o dokładnym miejscu pobytu Adolfa Hitlera w dniu 28 września 1918 roku nie są dostępne, a biografowie Führera mają w tej kwestii różne opinie.
Jednym z kluczowych aspektów wydarzenia, które przeoczyli historycy, jest fakt, że Adolf Hitler i Henry Tandey walczyli w I bitwie pod Ypres w 1914 roku, znacznie bardziej znaczącym wydarzeniu w życiu Hitlera. Kilkukrotnie odznaczył się w walce i uratował życie ciężko rannemu oficerowi a jego bohaterstwo zaowocowało przyznaniem mu Krzyża Żelaznego i awansem do stopnia gefrajtra. Słynny obraz Matanii przedstawiający Tandeya niosącego rannego towarzysza do punktu pierwszej pomocy został namalowany na podstawie tej bitwy, a nie tej pod Marcoing. Możliwe, że miejsca się pomieszały, równie dobrze mogło to być Ypres, a nie Marcoing, gdzie Hitler i Tandey skrzyżowali swoje życiowe ścieżki i rozstali się w przyjaznych stosunkach.
Henry Tandey powiedział dziennikarzowi, że podczas Wielkiej Wojny z reguły oszczędzał rannych i rozbrojonych żołnierzy niemieckich, więc Marcoing nie był pierwszym ani ostatnim, kiedy dokonał humanitarnego czynu w nieludzkich okolicznościach. Fakt, że otrzymał najbardziej zaszczytne brytyjskie odznaczenie jakim jest Krzyż Wiktorii za bohaterskie czyny pod Marcoing, mógł wpłynąć na wspomnienia premiera Chamberlaina o historii wojennej Hitlera, co mogło obejmować zdobycie przez Tandeya VC pod Marcoing, co niewątpliwie wywarło wrażenie na Hitlerze.